# L'ultima fortezza
L'ultima fortezza (The Fort) è un romanzo storico avventuroso scritto da Bernard Cornwell. Il libro narra gli eventi della Spedizione di Penobscot del 1779 durante la guerra d'indipendenza americana.
Il libro è stato tradotto in serbo, tedesco, ungherese, polacco, spagnolo, svedese, norvegese, finlandese e italiano.

## Trama
Nell'estate del 1779, le forze dell'esercito britannico stabiliscono una serie di fortificazioni concentrate in un forte situato nella penisola di Majabigwaduce, sulla baia di Penobscot, con l'obiettivo di instaurare una presenza militare in questa zona della costa e creare una nuova colonia conosciuta con il nome di Nuova Irlanda. In risposta a ciò, lo stato del Massachusetts, con il supporto del Congresso Continentale, invia una spedizione con lo scopo di scacciare gli inglesi. Le truppe americane sbarcano e tentano di portare un assedio alla fortezza britannica con una serie di azioni gravosamente ostacolata dai disaccordi per il controllo della spedizione tra il commodoro Dudley Saltonstall ed il generale Solomon Lovell. L'operazione finisce in un disastro quando una flotta britannica sotto il comando di Sir George Collier giunge, spingendo la flotta americana alla totale autodistruzione lungo il fiume Penobscot. Nel romanzo il reggimento britannico riporta la vittoria grazie al coraggio del tenente John Moore.

## Personaggi

### Gran Bretagna
Esercito
- Brigadier Generale Frencis McLean, (1717, Scozia) è il comandante in capo dell'Ottantaduesimo reggimento britannico. Arruolatosi nell'esercito di Re Giorgio III, viene mandato in servizio in Portogallo. È piuttosto basso, il viso sciupato dalle intemperie, sul quale spiccano i piccoli occhi di un azzurro vivido, dall'espressioni bonaria e al tempo stessa scaltra. Per oltre quarant'anni ha militato nell'esercito, partecipando a una ventina di strenue battaglie da cui ne è uscito con il braccio destro quasi fuori uso, una lieve zoppìa e una visione tollerante dell'umanità peccatrice. Spesso elogia la Scozia e le sue tradizioni.
- Capitano di vascello Henry Mowat, (1734, Scozia - 1798 Chesapeake Bay) è il comandante in capo della flotta britannica.
- Tenente John Moore, 1761, Glasgow - 1809 La Coruña) è il vicecomandante di McLean. Ufficiale pagatore dell'Ottantaduesimo. Viene descritto come un giovane uomo pronto a combattere per una causa superiore, pronto a morire per l'amore di una donna, pronto a cambiare le sorti di un combattimento armato soltanto dal proprio cuore.
- Comandante di fregata Andrew Barkley comandante della HMS Blonde, un ufficiale in giubba blu e tricorno di tela incatramata che usa spesso il suo cannocchiale. Ha un'aria accigliata e meditabonda.
- Mister Fennel, guardiamarina della HMS Blonde, è colui che segnala la necessità di un pilota locale che sia in grado di indirizzare la nave.
- McLure (1749, Hamilton) sergente a testa di sei fanti dell'Ottantaduesimo, reggimento agli ordini del Duca di Hamilton.

Lealisti e popolazione
- John Calef, è il dottore del villaggio di Majabigwaduce. Viene descritto come un uomo tarchiato sulla cinquantina. Porta un cappello a tesa larga sopra una parrucca poco incipriata che gli incorniciava il viso grassoccio in cui l'unico elemento di spicco era una larga mascella. Si presenta a McLean offrendosi di fargli da consigliere, da medico e da procacciatore di tutto quanto potesse servirgli. Ha dovuto abbandonare Boston per colpa dei ribelli.
- Bethany Fletcher
- Joseph e Phoebe Perkins sono una coppia del villaggio di Majabigwaduce. Hanno avuto sei figlie femmine e la moglie è incinta della settima, Temperanza, quando arriva la flotta britannica.
- William Hutchings è un ragazzo che accompagna in mare lo zio pescatore. Agita freneticamente una mano in direzioni delle navi britanniche quando arrivano a Majabigwaduce.
- Sig. Hutchings è lo zio di William Hutchings, al contrario del nipote, quando vede arrivare la flotta britannica durante una battuta di pesca sputa in mare, definendola il diavolo.

### Stati Uniti d'America
Esercito
- Generale di Brigata Solomon Lovell, (1732, Abington - 1801 Weymouth) è il comandante in capo del reggimento americano. Viene descritto come un soldato con esperienza, ma proveniente da una famiglia di contadini.
- Capitano di Vascello Commodoro Dudley Saltonstall, 1738, New London - 1796, Caraibi) è il comandante in capo della flotta americana. Viso dal mento pronunciato, occhi scuri con sguardo tagliente.
- Generale di Brigata Peleg Wadsworth, (1748, Duxbury - 1829, Hiram) è il vicecomandante di Solomon Lovell. Dopo aver studiato a Harvard, diventa un insegnante di scuola, prima della guerra si allena con i suoi 17 studenti (tra cui si ricordano le gemelle Rebecca e Dorcas Fowler con il cugino Jered Fowler; Johnny Fiske; il figlio Alexander Wadsworth. È sposato con Elizhabet Wadsworth e ha tre figli: Alexander, 5 anni; Charles, 3 anni;  Zilpha, di pochi mesi. Fu capitano della guarnigione della città di Lexington e aiutante di George Washington nell'esercito continentale. Viene descritto come un uomo dal grande valore morale.
- Colonnello Paul Revere (1735, Boston - 1818, Boston) è un ufficiale comandante del reggimento d'artiglieria del Massachusetts. Viene accusato di peculato per essersi fatto consegnare le paghe e le razioni alimentari di trenta soldati inesistenti. Viene descritto come un bravo e sincero patriota, anche se impetuoso e capace di seminare zizzania.
- Maggiore Todd è l'aiutante di campo del generale Ward. Fin dall'inizio sono note le sue controversie ricorrenti con Paul Revere (a quanto pare Todd, dopo aver prestato servizio in artiglieria agli ordini di Revere, aveva chiesto di essere trasferito per protesta contro la disorganizzazione del reggimento). Viene descritto come un uomo attento e scrupoloso.
- Generale Artemas Ward, (1727, Shrewbury - 1800, Shrewbury) è il generale che manda a Wadsworth una lettera per mezzo del suo aiutante di campo Todd con l'accusa di peculato al colonnello Paul Revere. Di lui si sa che ha spesso qualche dolore alla gamba e che invecchia visibilmente.
- Mister Fanning (Coningsby), è una guardiamarina della Warren, è descritto come un uomo molto rispettoso. Viene chiamato da Saltonstall "Mister Coningsby" ovvero il guardiamarina morto di febbre sostituito da Fanning; dopo il fallimento dei suoi svariati e nervosi tentativi di farsi riconoscere dal comandante, ha abbandonato qualsiasi speranza di sentirsi chiamare con il suo vero nome.

Ribelli e popolazione
- James Fletcher, è un giovano alto e biondo, le mani callose e annerite dal continuo maneggiare sartiame incatramato e reti da pesca impeciate. Indossa un paio di brache di una ruvida stoffa tessuta in casa e una casacca di tela, stivali informi e un berretto lavorato a maglia. Dopo aver fatto da pilota locale per la flotta britannica, spinto dalla sorella Bethany Fletcher si unisce alla causa di libertà servendo i ribelli con la sua conoscenza del posto.

## Convogli navali

### Gran Bretagna
- HMS Blonde, fregata da trentadue cannoni, la nave da guerra più grande di cui disponde la marina britannica. Dopo aver portato l'esercito britannico, fa ritorno a New York.
- HMS Albany, sloop della marina britannica.
- HMS North, sloop della marina britannica, ha il fasciame marcio e più buchi di un setaccio.
- HMS Nautilus, sloop della marina britannica.
- HMS Hope, sloop della marina britannica.
- altre 5 navi da trasporto

### Stati Uniti d'America
Marina da guerra continentale
- Warren, "fregata" della marina da guerra continentale. È la nave da guerra più grande che dispone la flotta americana.

Altri convogli navali citati
- Messaggera, lancia a un solo albero, lunga una quarantina di piedi. Piccola imbarcazione con vele scure con una dozzina di remi che le permette di procedere rapidamente. È una delle veloci imbarcazioni di cui si serviva il governo del Massachusetts per inviare messaggi.
- King-Killer, schooner corsara. Il nome spiccava in bianco sulla poppa dello scafo pitturato interamente di nero e con le vele coperte di striature di sporcizia. Aveva una dozzina di cannoni, più che sufficienti per indurre la maggior parte dei mercantili inglesi a una rapida resa, ed era stata costruita apposta per guizzare via come un lampo e sottrarsi in tal modo a qualsiasi nave della Royal Navy.

## Edizioni
- (EN) Bernard Cornwell, The Fort, 1ª ed., HarperCollins, 2010.
- Bernard Cornwell, L'ultima fortezza: romanzo, traduzione di Donatella Cerutti Pini, Milano: Longanesi, 2011
- Bernard Cornwell, L'ultima fortezza: romanzo, traduzione di Donatella Cerutti Pini, Milano: Tea più, 2012
- Bernard Cornwell, L'ultima fortezza: romanzo, traduzione di Donatella Cerutti Pini, Milano: Teadue, 2020